# Quercus seemannii
Quercus seemannii — вид рослин з родини букових (Fagaceae), поширений у Мексиці, Коста-Риці, Панамі.

## Опис
Дерево заввишки до 30 м. Гілочки більш-менш волосисті, потім ± голі, з непомітними сочевичками. Листки шкірясті, від ланцетних до вузько еліптичних, 6–10(15) × 1.5–3.5 см; верхівка загострена; основа клиноподібна або послаблена, рідко округла; край загнутий, трохи хвилястий, цілий; верх блискучий, зелений без жодного відтінку синьо-зеленого, безволосий крім іноді дуже розсіяного зірчатого запушення біля основи середньої жилки; низ безволосий, крім іноді деяких зірчастих трихомів біля основи; ніжка листка ± гола, 2–6 мм. Тичинкові сережки завдовжки 4 см, з нещільними квітками. Жолуді поодинокі на плодоносі завдовжки 3–8 мм, у діаметрі 9 мм у довжину 11 мм; чашечка заввишки 5 мм, в діаметрі 7–11 мм, закриває 1/4 горіха; дозрівають у перший рік.

## Середовище проживання
Поширення: Коста-Рика, Панама, Мексика (Ідальго, Пуебла, Веракрус). Росте на висотах від 1400 до 2400 метрів.